# Aachen

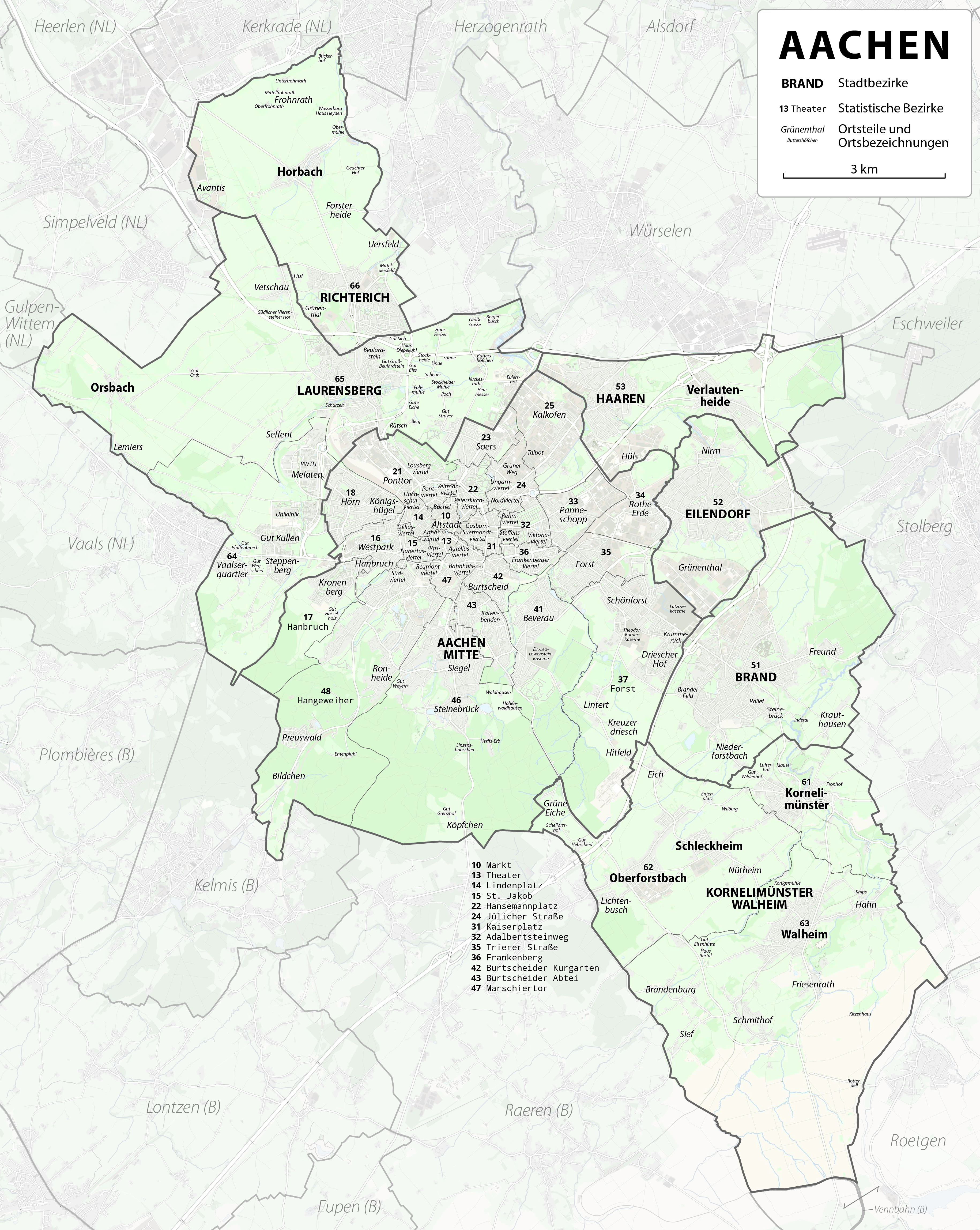

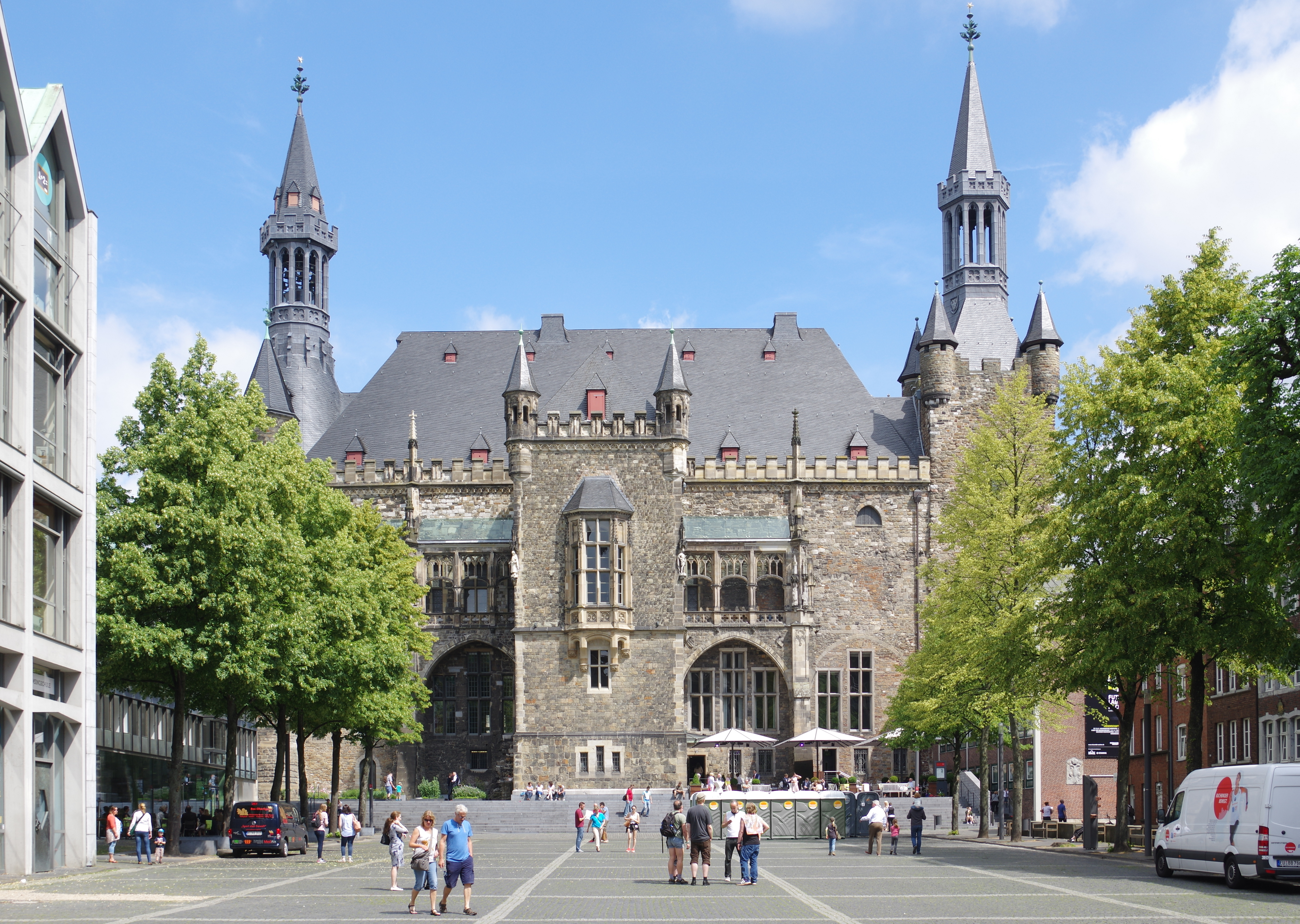
Az aacheni városháza

Aachen (magyarul: Aachen, franciául: Aix-la-Chapelle, hollandul: Aken, aacheni/ripuari dialektusban: Oche, latinul: Aquae Granni, vagy Aquisgranum) város Németország nyugati szélén, a Maas folyótól nem messze.
A várost a rómaiak alapították Aquae Granni néven (Grannus kelta isten fürdője). A középkorban a Frank Birodalom székvárosa, Nagy Károly kedvelt tartózkodási helye volt. Koronázóváros, 936 és 1531 között 32 német uralkodót koronáztak itt királlyá. A Német-római Birodalom idején 11 zsinatot és 17 birodalmi gyűlést tartottak a városban. Ma jelentős közlekedési csomópont, kereskedelmi, ipari és gyógyfürdőközpont, az Aacheni egyházmegye püspöki székhelye.

## Története
A környéket már az i. e. 3. évezredben is lakták. A város neve az ógermán Ahha, azaz víz szóból ered.
A 4. században érkeztek a vidékre a germánok. A római idők óta az aacheni melegvízforrásokat fürdőkbe vezették (melyek közül ma már egy sincs használatban). Azonban nincs olyan okirati bizonyíték, amely igazolná, hogy a rómaiak Aachen forró kénforrásait Aquis-Granumnak nevezték volna.

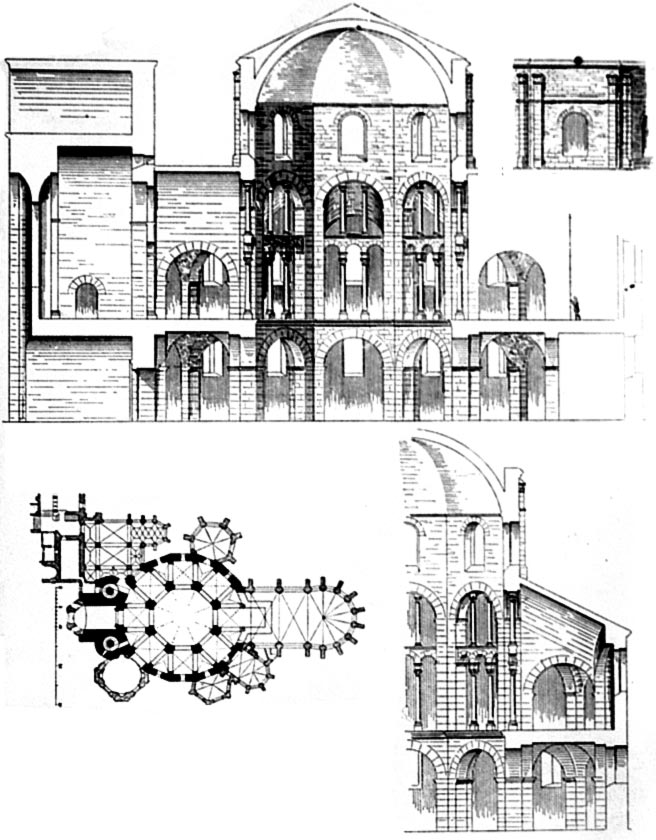
A Nagy Károly által építtetett palotakápolna

Kis Pipin idején a város neve: Aquis Villa. Nagy Károly királlyá koronázásának évében, 768-ban jött először Aachenbe, hogy a karácsonyt itt töltse. Szerette a helyet, és egy udvarházban tartózkodott, melyet feltehetően kibővített, és a kibővített palotához 795 és 805 között kápolnát építtetett. Az azóta jelentősen kibővített palotakápolna 1929 óta székesegyház rangú. Nagy Károly 800-tól egészen haláláig, 814-ig Aachenben töltötte a teleket, hogy az ottani melegvízforrások jótékony hatását élvezhesse. Nagy Károlyt 814 januárjában itt temették el. 936-ban I. Ottót a Nagy Károly által építtetett templomban koronázták királlyá. Ekkortól fogva a legtöbb olyan német királyt, akit német-római császárnak szántak, Aachenben koronázták a németek királyává az elkövetkező 600 évben. Az utolsó Aachenben koronázott király I. Ferdinánd volt 1531-ben. III. Ottó a várost „második Rómává” kívánta építeni. Ekkor készültek a Szent Adalbert és a Szent Salvator templomok is.
1152-ben itt koronázták meg I. (Barbarossa) Frigyest. Ő pénzverdét létesített itt és fontos kereskedelmi központ lett a város. 1171-ben 2,5 km hosszú városfalat építettek.
1336-ban Bajor Lajos megerősítette a város jogait és kiterjesztette azokat a várossal szomszédos településekre, ezzel létrejött az Aacheni Állam fogalma. A középkorban Aachen regionális jelentőségű város maradt, ez a szerepe Flandria közelségétől függött, aminek köszönhetően a gyapjúruhák kereskedelméből császári kiváltságok folytán szerény mértékben részesedett. A város továbbra is csak a császárnak volt alávetve, de politikailag túl gyenge volt ahhoz, hogy szomszédai bármelyikének is képes legyen befolyásolni a politikáját. Az egyetlen uralma alá tartozó terület a szomszédos, apró Burtscheid volt, melyet egy Benedek-rendi apácafőnöknő irányított, és amelyet arra kényszerítettek, hogy minden forgalmát az „Aacheni Állam”-on keresztül folytassa. 1414-ben gyásznapot rendeltek el Nagy Károly halálának 600 éves évfordulójára.
1531-ben I. Ferdinánd személyében utoljára koronáztak német királyt. Ezt a szerepet a birodalmi koronázó város Frankfurt vette át. Németalföld is kivált a Német-római Birodalomból így a város elveszítette korábbi kivételes földrajzi helyzetét is. 1544-ben megjelent a lutheranizmus, majd 1584-ben a kálvinizmus.
A 17. században fürdővárosként vált újra vonzóvá Aachen, nem is annyira melegforrásainak az egészségre gyakorolt jótékony hatása miatt, hanem inkább a nagyméretű prostitúciós központ szerepe miatt, amelyet egészen a 19. századig megőrzött. A város történetének ezeket a rejtett nyomait megtalálhatjuk a 18. századi aacheni útikönyvekben, melyek szerint főként a szifilisz kezelésére vették igénybe a fürdőket a vendégek. Csak a 19. század végére vált a reuma az első számú kikúrálandó betegséggé. Ez a körülmény is megmagyarázza, hogy miért választották a várost számos fontos kongresszus és békeszerződés színhelyéül.
1614-ben a spanyol hadsereg Ambrosio Spinola őrgróf vezetésével el akarta űzni a protestánsokat, ez azonban nem sikerült. 1631-ben a spanyolok távoztak. 1656. május 2-án nagy csapás érte a várost. Peter Maw pékmesternél tűz ütött ki, és leégett a város nagyobbik fele. 5300 ház semmisült meg, 4664-en meghaltak. 1668-ban megkötötték az első aacheni békét Spanyolország és Franciaország között. 1748-ban pedig a másodikat.
1792. december 15-én a franciák kitűzték a Márk téren álló szabadság-fára jelszavaikat: Szabadság, egyenlőség, testvériség! A franciák a következő évben megszállták a várost. Ezt követően az osztrákoké, majd 1797. október 17-től ismét a franciák szerezték meg. Napóleon hatalomra jutásakor Roer megye (Département de la Roer) székhelye lett. 1802-ben püspökséget hoztak létre a városban. 1814 januárjában a várost feladták a franciák.
1815-ben a Porosz Királyság részévé vált. 1816-ban az Alsó-Rajnai Nagyhercegség tartomány része, majd később székhelye lett. 1822 novemberében III. Frigyes Vilmos uralkodásának 25. évfordulója alkalmából megalapította az itteni nemzeti színházat. 1841. szeptember 1-jén indult meg a vasút Aachen és Köln között. Összességében a porosz birodalom egyik társadalmilag és politikailag legelmaradottabb központja volt egészen a 19. század végéig.
Az első világháború végén 1918 novemberében francia és belga csapatok szállták meg. 1920-ban a belgák kivonultak a városból. 1938-ban a kristályéjszakán lerombolták a zsinagógát.
A második világháború alatt a város egyes részei teljesen elpusztultak. Főként az amerikai bombázások okoztak sok pusztítást, de a háború utolsó szakaszában, az aacheni csatában az amerikai tüzérségi tűz is jelentős károkat tett a városban, sőt az ott védekező SS-hadosztály is, amelynek az volt a feladata, hogy a várost védje a szövetséges erőktől, ameddig csak lehet. A megrongált épületek között voltak a Szent Foillan, Szent Pál, Szent Miklós középkori templomok éppúgy, mint a Városháza. De szerencsére a Nagy Károly által építtetni kezdett aacheni katedrális nagyrészt sértetlen maradt. A várost 1944. október 21-én foglalták el az amerikai csapatok. Eddigre csak 4000 lakos maradt a városban, akik nem engedelmeskedtek a nácik evakuációs parancsának.
Aachen 1948-ban a megalakuló Német Szövetségi Köztársaság része lett. 1995-ben felépítették az új zsinagógát.
A Nagy Károly által építtetett templom máig a város fő látnivalója. Nagy Károlyon kívül utódja, III. Ottó is itt van eltemetve. A katedrális a világörökség része.
A város által adományozott Nagy Károly-érdemrendet, melyet minden évben az európai egység megteremtésében kiemelkedő szerepet játszó személynek ítélnek oda, 1990-ben Horn Gyula későbbi magyar miniszterelnök, 2001-ben pedig Konrád György író kapta.

### Búcsújáróhely
Aachen a kora középkorban az évenkénti zarándoklatok egyik célja volt (Aachenfahrt, Achfahrt). Fő ünnepe július 17., a székesegyház szentelésének napja, amikor a román és gótikus toldásokkal dómmá bővített templom ereklyéit körmenetben körülhordozták. A 14–15. században a világi bíróságok gyilkosságért vezeklésként gyakran aacheni zarándoklatot írtak elő.
A 14. század közepétől alakult ki az a szokás, hogy nagy zarándoklatokat csak 7 évenként tartanak, és ekkor július 10. és 24. között az ún. 4 nagy ereklyét (Szűz Mária ruhája; Szent József harisnyái; kendő, amelyen Keresztelő Szent János feje nyugodott; ruha, mely a keresztfán függő Jézust fedte) a búcsú előtti és utáni 7–7 napon a dóm toronygalériájában nyilvánosan bemutatták.
A búcsújárás fénykora a 16. századig tartott. Ekkor protestáns flamand és vallon kézművesek költöztek be, akik sokáig meghatározó elemei voltak a városnak, amely csak fokozatosan lett ismét katolikus többségű.
A magyarság életében Aachen különösen Nagy Lajos uralkodásától (1326–1382) a 16. századig játszott fontos szerepet, jórészt a hazai német polgárság hatására. Nagy Lajos 1367-ben értékes adományokkal látta el a IV. Károly német-római császár által épített (1364–1367) magyar kápolnát, alapítványokat tett két magyar pap számára, oltárokat emeltetett Szent István, Szent Imre és Szent László ereklyéivel. Fölszerelésükből megmaradtak az ezüst ereklyetartók, gyertyatartók és három Mária-kép. (1930-ban Szent Imre ereklyéjéből Veszprém is kapott.) Aachent a magyarországi bíróságok is gyakran kijelölték kényszerzarándoklat színhelyéül (pl. 1307-ben a szepesi szászok ispánja a Görgey család egyik tagját gyilkosságért Rómába, Bariba, Compostelába és Aachenbe teendő zarándoklatra ítélte). A külföldi zarándokok között a 14–16. században legnagyobb számban magyarok voltak. A kereszttel, zászlókkal, gyertyákkal énekelve vonuló magyar zarándokcsoport útvonala valószínűleg megegyezett a korabeli kereskedelmi útvonallal: Bécs–Passau–Regensburg–Nürnberg–Frankfurt–Mainz–Koblenz–Andernach–Düren–Mariaweiler–Weisweiler–Weiden–Aachen. A zarándokok útközben zarándokházakban kaptak szállást és ellátást. A 15. századtól külön alapítványi helyek is voltak a magyar zarándokok számára (Koblenz, Köln, Mainz). A 15. században – és valószínűleg később is – Aachenben voltak magyar papok a zarándokok gyóntatására, szolgálatára. A magyarok aacheni bevonulása nagy eseménynek számított. Megérkezésük után a székesegyházhoz vonultak, majd térden haladtak végig a templomon Szűz Mária oltáráig, és ott fölajánlották magyar pénzekkel díszített gyertyáikat. Az aacheni magyar zarándoklatok véglegesen II. József tiltó rendelkezése, 1782 után maradtak el.

## Földrajza
Aachen Herzogenrath, Würselen, Eschweiler, Stolberg, Roetgen, Raeren, Kelmis, Plombières, Vaals, Gulpen-Wittem, Simpelveld, Heerlen és Kerkrade községekkel határos.

### Közigazgatás
| \| Városrész \| Terület (ha) \| Fő \| Népsűrűség (fő./ha) \| \| ---------------------- \| ------------ \| ------- \| ------------------- \| \| Aachen-Mitte \| 5.163 \| 164.904 \| 31,9 \| \| Brand \| 1.338 \| 17.284 \| 12,9 \| \| Eilendorf \| 684 \| 15.708 \| 23,0 \| \| Haaren \| 880 \| 12.564 \| 14,3 \| \| Kornelimünster/Walheim \| 3.703 \| 15.597 \| 4,2 \| \| Laurensberg \| 2.997 \| 19.879 \| 6,6 \| \| Richterich \| 1.318 \| 8.846 \| 6,7 \| \| Aachen gesamt \| 16.083 \| 254.782 \| 15,8 \| |              |         |                     |
| Városrész | Terület (ha) | Fő      | Népsűrűség (fő./ha) |
| Aachen-Mitte | 5.163        | 164.904 | 31,9                |
| Brand | 1.338        | 17.284  | 12,9                |
| Eilendorf | 684          | 15.708  | 23,0                |
| Haaren | 880          | 12.564  | 14,3                |
| Kornelimünster/Walheim | 3.703        | 15.597  | 4,2                 |
| Laurensberg | 2.997        | 19.879  | 6,6                 |
| Richterich | 1.318        | 8.846   | 6,7                 |
| Aachen gesamt | 16.083       | 254.782 | 15,8                |

### Klíma
A városban óceáni éghajlat uralkodik. A tél enyhe. A csapadék éves átlagos mennyisége 837 mm.
| Hónap                         | Jan.  | Feb.  | Már. | Ápr. | Máj. | Jún. | Júl. | Aug. | Szep. | Okt. | Nov. | Dec.  | Év    |
| ----------------------------- | ----- | ----- | ---- | ---- | ---- | ---- | ---- | ---- | ----- | ---- | ---- | ----- | ----- |
| Rekord max. hőmérséklet (°C)  | 16,2  | 20,2  | 23,1 | 28,7 | 32,8 | 34,5 | 36,7 | 36,8 | 32,2  | 26,9 | 22,1 | 16,8  | 36,8  |
| Átlagos max. hőmérséklet (°C) | 5,4   | 6,2   | 10,1 | 14,1 | 18,2 | 20,8 | 23,3 | 23,0 | 19,2  | 14,8 | 9,3  | 5,9   | 14,2  |
| Átlaghőmérséklet (°C)         | 3,0   | 3,2   | 6,4  | 9,5  | 13,6 | 16,2 | 18,5 | 18,0 | 14,6  | 11,0 | 6,6  | 3,7   | 10,4  |
| Átlagos min. hőmérséklet (°C) | 0,7   | 0,6   | 3,2  | 5,5  | 9,2  | 11,8 | 14,1 | 13,9 | 11,2  | 7,9  | 4,3  | 1,5   | 7,0   |
| Rekord min. hőmérséklet (°C)  | −16,4 | −15,8 | −9,9 | −4,7 | 0,4  | 3,9  | 5,8  | 6,7  | 3,8   | −3,7 | −7,6 | −14,3 | −16,4 |
| Átl. csapadékmennyiség (mm)   | 68    | 64    | 67   | 56   | 72   | 80   | 75   | 75   | 69    | 70   | 66   | 75    | 837   |
| Havi napsütéses órák száma    | 64    | 83    | 119  | 163  | 196  | 197  | 209  | 196  | 149   | 120  | 71   | 50    | 1617  |
| Forrás: DWD                   |       |       |      |      |      |      |      |      |       |      |      |       |       |

## Látnivalók

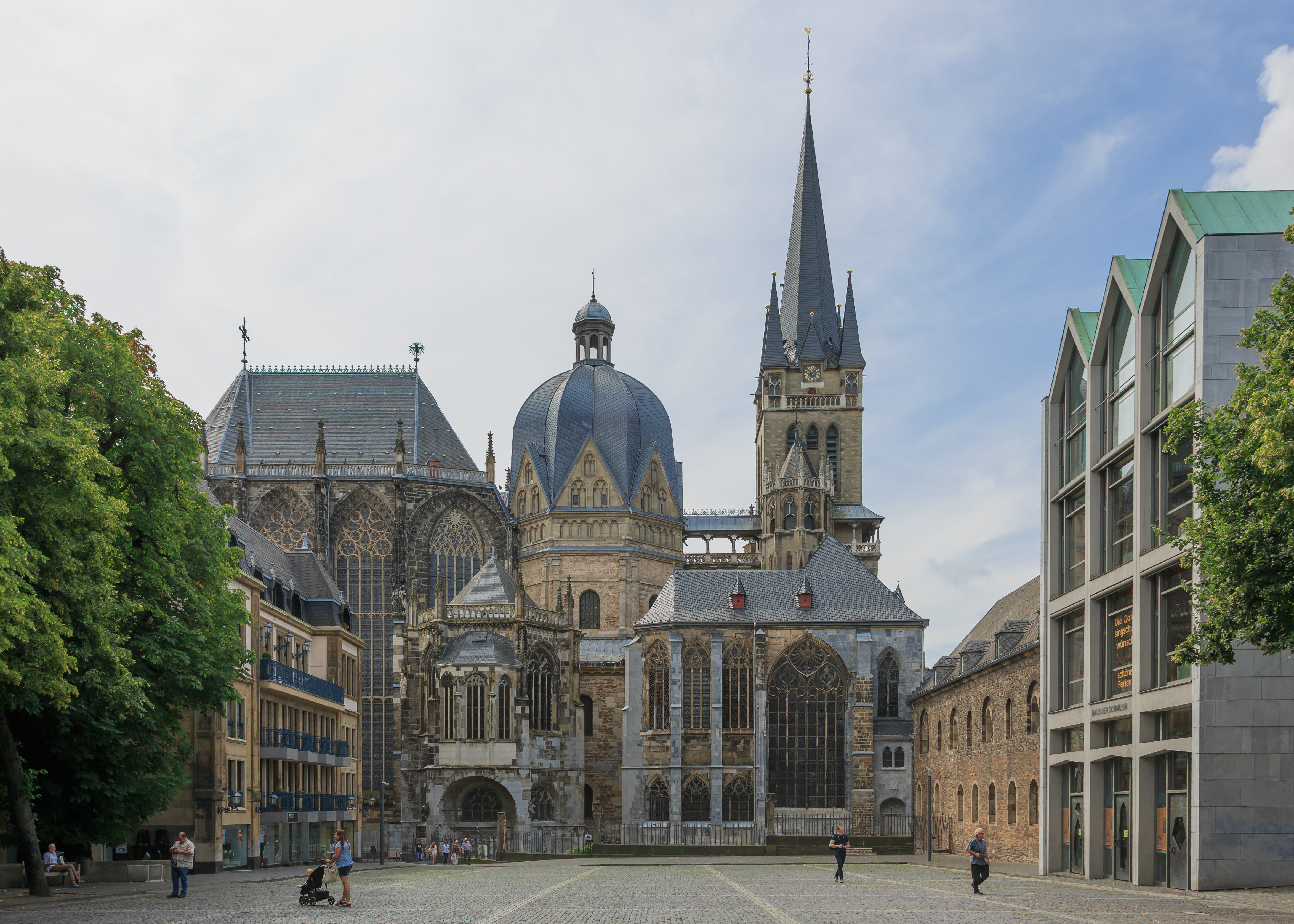
Az aacheni katedrális észak felől nézve

Legjelentősebb műemléke a dóm, mely az idők folyamán Nagy Károly palotakápolnája köré épült. A kupolával fedett kápolnát Metzi Odo ókeresztény, bizánci mintára építette. 805-ben szentelték fel, hatása rendkívül nagy volt a karoling építészet számára.
A város a középkor folyamán kedvelt magyar zarándokhely volt. Nagy Lajos magyar kápolnát alapított itt 1367-ben, melyet gazdag felszereléssel látott el. A magyar ötvösművészet remekei is eljutottak ide, az ún. aacheni kincs valószínűleg budai királyi ötvös munkája.
A részben gótikus stílusú városházát a 14. században a karoling császári palota palotatermének alapjaira építették. A földszinten gazdagon berendezett szobák tanúskodnak a szabad császárváros 17-18. századi pompájáról, amikor a városházát barokk városi palotává alakították át.

## Gazdaság
A város gazdasági életében meghatározó a kőszén- és ércbányászat, a gép-, élelmiszer- (főként csokoládé- és keksz-), textil- és bőripar, továbbá a kénes és alkáli gyógyforrásokra települt gyógyfürdő turizmus. Aachen rangos nemzetközi lóversenyek színhelye is.

## Kultúra

### Múzeumok

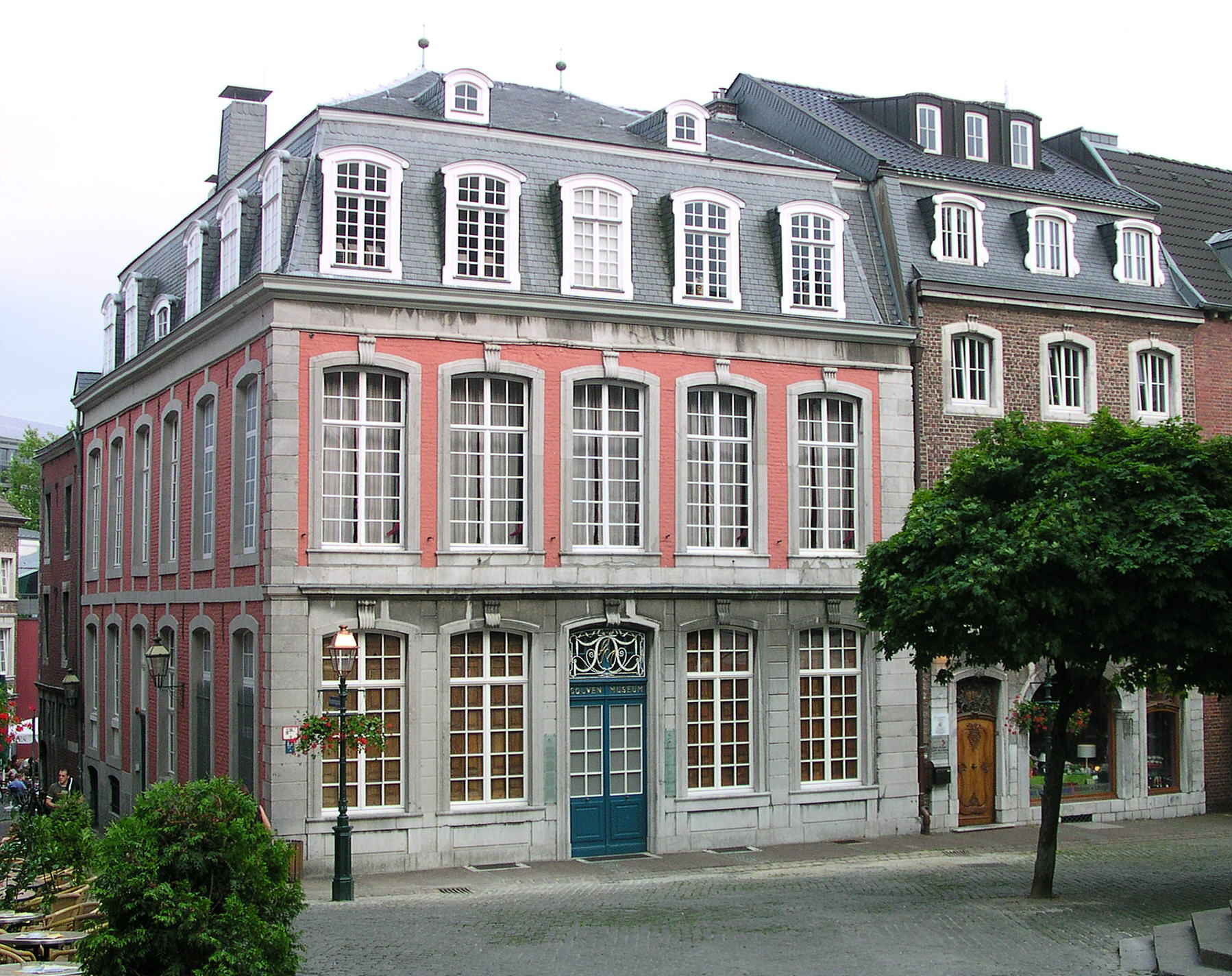
Couven-Museum

- Burg Frankenberg – Aachen történelme
- Couven-Museum – Bútorgyűjtemény a rokokótól a biedermeierig.
- „Großen Haus von Aachen“ – Aacheni nagyház, újságmúzeum.
- Computermuseum der RWTH Aachen – Számítógépmúzeum
- Ludwig Forum für Internationale Kunst – Modern művészet
- Zollmuseum Friedrichs – Frigyes vámmúzeum

## Képzés

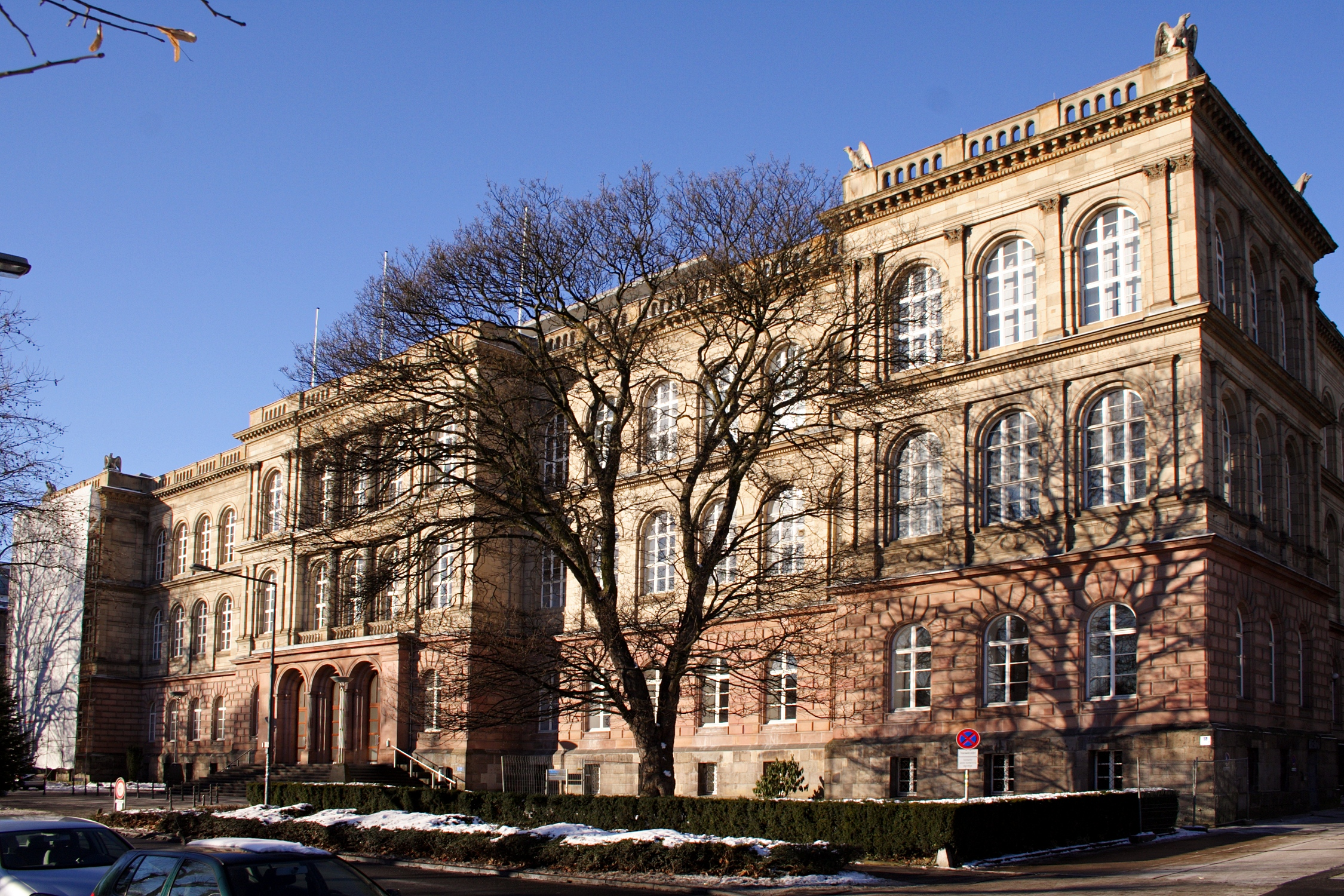
Az RWTH főépülete

- Rheinisch-Westfälische Technische Hochschule Aachen (RWTH) – Technikai főiskola
- Fachhochschule Aachen – Aacheni Szakfőiskola
- Katholische Hochschule für Kirchenmusik St. Gregorius Aachen – Katolikus zenefőiskola.
- Katholische Fachhochschule – Katolikus szakfőiskola
- Volkshochschule Aachen – Népfőiskola
- Fraunhofer-Institut für Lasertechnik (ILT)
- Fraunhofer-Institut für Produktionstechnologie (IPT)
- Fraunhofer-Institut für Molekularbiologie und Angewandte Ökologie (IME seit 2003)
- Staatliches Umweltamt Aachen (StUA)

## Közlekedés

### Vasút

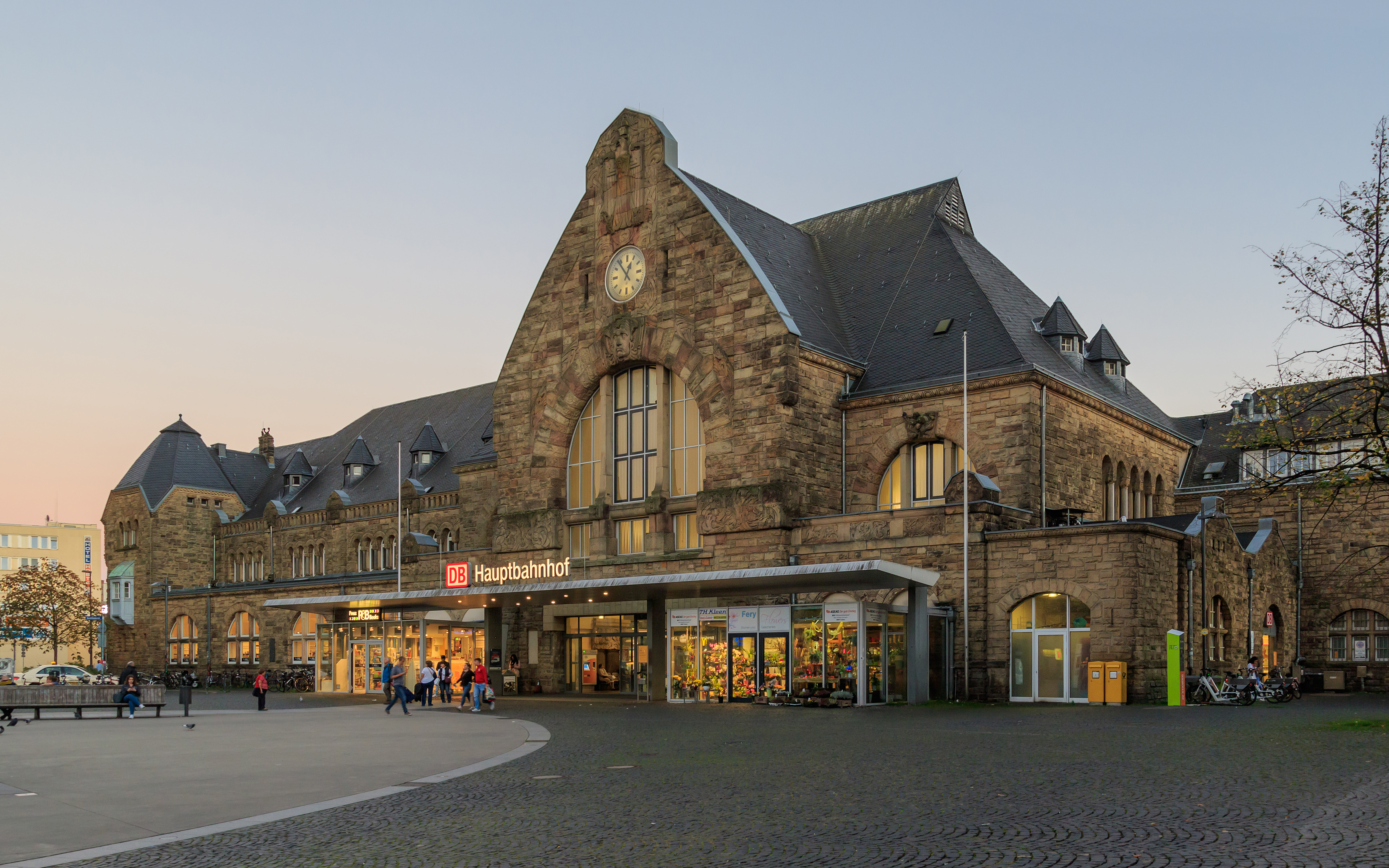
Az Aacheni főpályaudvar

Nemzetközi gyorsvonatok (Thalys, Intercity Express) közlekednek Köln, Frankfurt, Brüsszel és Párizs felé.
Az Aacheni főpályaudvarról számos expressz járat indul:
- RegionalExpress RE 1: Aachen–Düren–Köln–Düsseldorf–Duisburg–Essen–Bochum–Dortmund–Hamm
- RegionalExpress RE 4: Aachen–Mönchengladbach–Düsseldorf–Wuppertal–Hagen–Dortmund
- RegionalExpress RE 9: Aachen–Düren–Köln–Siegen(–Gießen) (Rhein-Sieg-Express)
- RegionalExpress RE 29: Aachen–Lüttich (euregioAIXpress)
- RegionalBahn RB 33: Aachen–Mönchengladbach–Duisburg (Rhein-Niers-Bahn)
- RegionalBahn RB 20: Alsdorf/Heerlen–Herzogenrath–Aachen–Stolberg/Eschweiler-Weisweiler

### Autó
A város az A4, A44, A544-es számú autópályák kereszteződésében van. Az A44-esen Düsseldorfba, az A4-en Kölnbe lehet eljutni.

### Légi

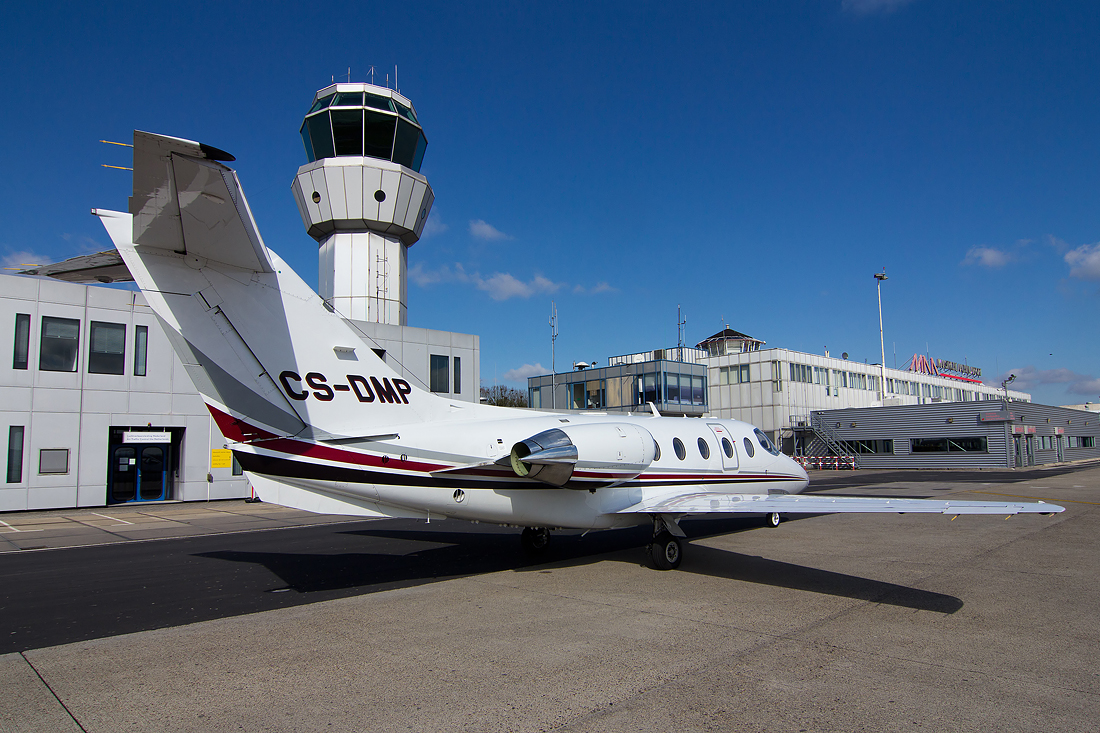
A Maastricht Aachen Airport terminálja

A várostól központjától 30 km-re, Hollandiában található a Maastricht Aachen nemzetközi repülőtér, ahonnan többek között a Transavia Airlines és a Ryanair indít charter járatokat Girona, Valencia és Pisa repülőtereire.
Kisebb repülőgépek számára a Flugplatz Merzbrück repülőtér is rendelkezésre áll 13 km-re Aachentől.
A kölni és düsseldorfi légikikötők (egyaránt 90 km-re) az aacheni főpályaudvarról az RE 1, illetve az RE 4 és S 13 vasúti járatokkal érhető el. Elérhető közelségben van továbbá egy belga repülőtér Liège-ben mintegy 50 km-re Aachentől.

## Testvértelepülései
- Egyesült Királyság Halifax/Calderdale 1979
- Spanyolország Toledo 1985
- Kína Ningbo 1986
- Németország Naumburg (Saale) 1988
- USA Arlington 1993
- Dél-afrikai Köztársaság Fokváros 1999
- Oroszország Kostroma 2001
- Franciaország Montebourg 1960
- Franciaország Reims 1967
- Izrael Rosch haAjin 2007

## Lakosság
Lakosainak száma 252 769 fő (2023. december 31.).
A település népességének változása:
| Lakosok száma | 15 000 | 23 413 | 32 072 | 44 289 | 54 373 | 103 470 | 178 139 | 258 380 | 245 885 | 252 769 |
|               | 1500   | 1795   | 1816   | 1840   | 1855   | 1890    | 1966    | 2009    | 2015    | 2023    |

## Nevezetes emberek
- David Garrett (1980)
- Alfred Reumont (1808–1887), diplomata es történetíró.
- Henri Victor Regnault (1810–1878), francia fizikus és kémikus
- Ludwig Mies van der Rohe (1886–1969), német építész
- Julius Erasmus (1895–1971), utász százados
- Karl Kreutzberg (1912–1977), kézilabdázó
- Otto Graf Lambsdorff (1926–2009), politikus
- Karl Del’Haye (* 1955), labdarúgó
- Sabine Wils (* 1959), politikus
- Armin Laschet (* 1961), politikus
- Thomas Kemmerich (* 1965), politikus
- Ildikó von Kürthy (* 1968), német író, újságíró
- Sascha Maassen (* 1969), autóversenyző
- Kai Havertz (* 1999), labdarúgó